# Luís Correia Sport Clube
O Luís Correia Sport Clube é um clube brasileiro de futebol, da cidade de Luís Correia, no estado do Piauí.
Em 2005 disputou a Segunda Divisão do Campeonato Piauiense de Futebol. Chegou a se inscrever no Campeonato Piauiense da primeira divisão de 2006 e participou ainda da Copa Piauí do mesmo ano, mas desde então encontra-se licenciado.
Aparecia no lugar do Oeiras Atlético Clube no cadastro de clubes da CBF, como se tivesse disputado, no lugar desse, o Campeonato Piauiense de Futebol de 2008.